# Shiva
Cette page contient des caractères spéciaux ou non latins. S’ils s’affichent mal (▯, ?, etc.), consultez la page d’aide Unicode.
Pour les articles homonymes, voir Shiva (homonymie).
 (août 2017).
Shiva (sanskrit IAST : Śiva ; devanagari : शिव ; transcrit parfois par Çiva, « le bon, celui qui porte bonheur ») est un dieu hindou, l'un des trois dieux primordiaux, membre de la Trimūrti avec Brahmā et Vishnou. Shiva est quelquefois considéré comme le dieu du yoga, et il est représenté en tant que yogi qui possède la connaissance universelle, suprême et absolue, voire dans un état « au-delà de la connaissance ». Doté d'un grand pouvoir, il mène une vie de sage sur le mont Kailash,,,.
La tradition shivaïte de l'hindouisme est centrée sur Shiva, considéré dans cinq grandes fonctions : il est le créateur, le préservateur, le transformateur, le dissimulateur et le révélateur (par la bénédiction). Dans la tradition smārta, il est considéré comme l'une des cinq formes primordiales du Dieu,. Les hindous qui vénèrent principalement Shiva sont appelés shivaïtes ou shaïvas (sanskrit : Śaiva),. Le shivaïsme est l'une des plus influentes variantes de l'hindouisme, avec la tradition vishnouïte (vaiṣṇava), qui est centrée sur Vishnou, et la tradition shakta (śākta), centrée sur la déesse Shakti.
Shiva est souvent vénéré sous la forme abstraite de Shiva linga. Il est aussi représenté plongé dans une profonde méditation, ou bien dansant le tandava sous la forme Nataraja ou encore représenté uni à Parvati avec un corps mi-masculin, mi-féminin Ardhanãrīśhvara symbolisant ainsi l’ambivalence de la nature divine, à la fois active et passive. Shiva est aussi le père des divinités Ganesha, Murugan (Karttikeya) et Ayyappan (Dharma Sastha).

## Cadre historique et origine
Shiva, le dieu des shivaïtes, assume les fonctions de Rudra le terrible, ancien dieu védique. Cette transformation est considérée comme étant l'une des marques de la fin de l'Âge védique.
En effet, le théonyme Shiva provient d'une épithète de Rudra, l'adjectif shiva (« gentil, aimable »), utilisé par euphémisme pour ce dieu qui, dans le Rig-Véda, porte également l'épithète ghora (« terrible »). L'utilisation de l'épithète a fini par dépasser le théonyme d'origine, et dans la période post-védique (dans les épopées sanskrites), le nom de Rudra a fini par être considéré comme un synonyme du dieu Shiva et les deux noms ont été utilisés de façon interchangeable.
Du point de vue des sources, Shiva est, selon Philippe Swennen, encore « inconnu dans la strate archaïque de la poésie religieuse sanskrite, à savoir les hymnes du Rigvéda. Sa figure est textuellement constituée dans la Śvetāśvatara Upaniṣad, donc dans la strate la plus tardive de la littérature canonique védique. Elle est alors liée d'emblée à la pratique ascétique et au yoga. ».

## Shiva et Dionysos

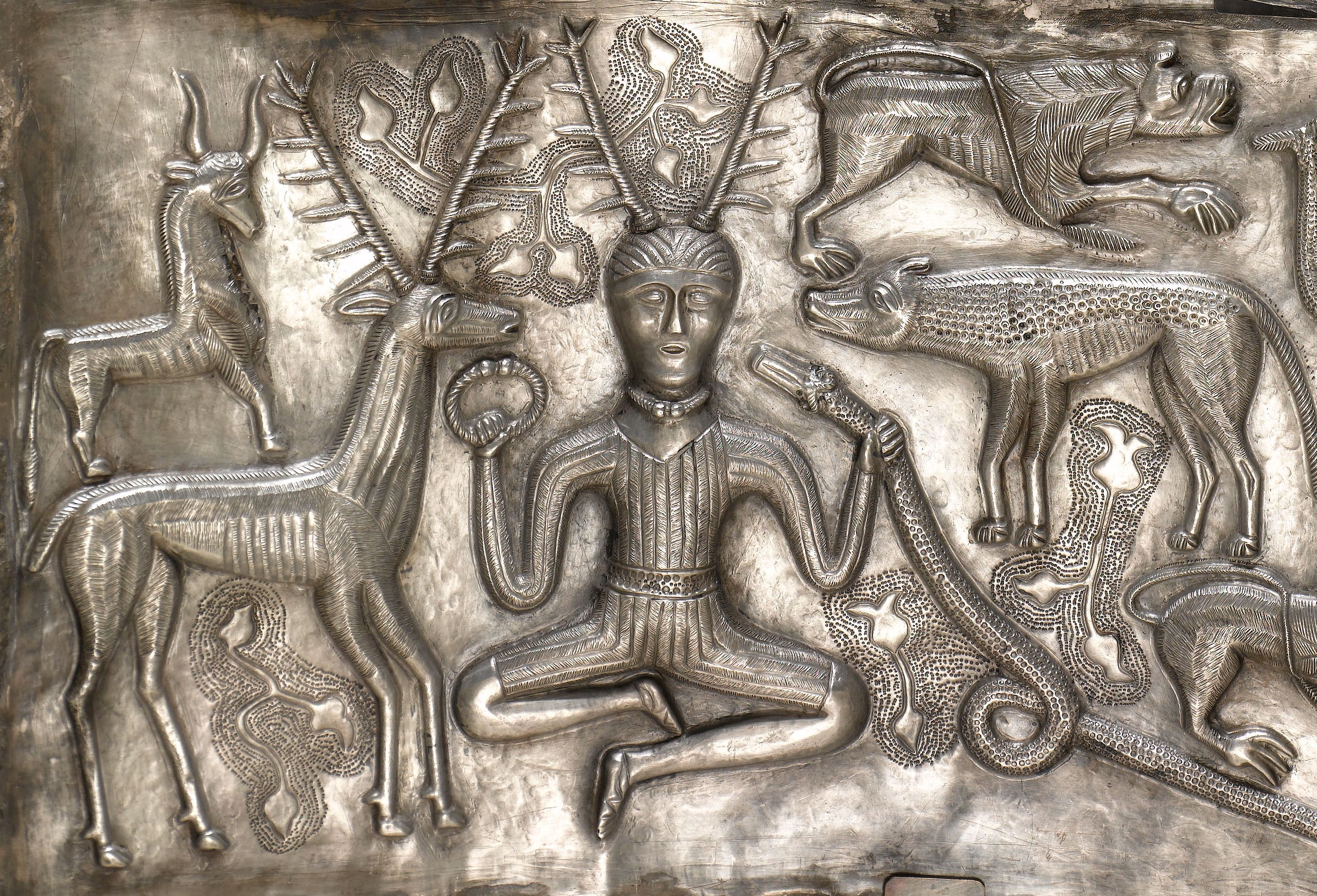
Le dieu gaulois Cernunnos (le cornu) sur le chaudron de Gundestrup. Daniélou voit dans ce dieu cornu et phallique une similitude avec Shiva, également appelé Shringin, « le cornu ».

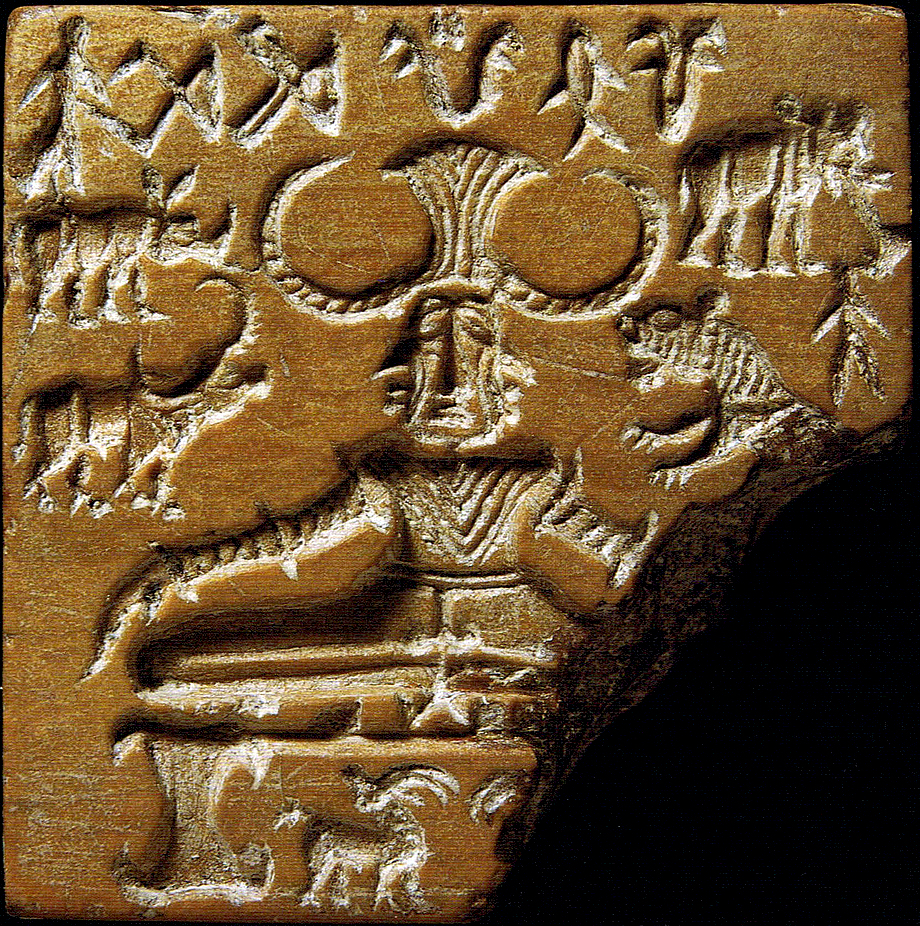
Le sceau de Pashupati, seigneur des animaux, trouvé à Mohenjo Daro, est pour Daniélou une image du dieu-taureau ou du dieu cornu à l'origine du culte de Shiva en Inde et similaire à celles des traditions préceltique et minoenne.

L'indianiste Alain Daniélou, après d'autres chercheurs, a rappelé les nombreux points communs qui unissent Shiva et Dionysos. Selon lui, ces parallèles ont pour origine un culte commun dont la croyance aurait décliné en Europe et se serait poursuivie en Inde.
Daniélou oppose deux types de religions (l'une agricole et l'autre urbaine) en se basant sur les travaux de Mircea Eliade. Dans cette logique, il avance que le culte d'un dieu naturiste et phallique, assimilé au taureau, serait un modèle universel mais que cette croyance aurait été marginalisée par l'expansion de la culture urbaine monothéiste. D'après Daniélou toujours, non seulement les deux divinités, grecque et indienne, partagent bien des mythes en commun, mais en plus leur épithètes ont des significations comparables. 

« [...] Dionysos est le Prôtogonos (le Premier-né) comme Shiva est Prathamajâ (Premier-né), le « plus ancien des dieux », aussi appelé Bhâskara (Lumineux) ou Phanès (Celui qui illumine) dans la tradition orphique. Ce dieu qui enseigne l'unité fondamentale des choses est appelé Shiva (Bienveillant) ou Meilichios (le Bienveillant). Il est Nisah (la Béatitude), le dieu de Naxos ou de Nysa. »

— Alain Daniélou, Shiva et Dionysos.
Ces deux dieux de la fureur rassemblent autour d'eux des fidèles qui les imitent. Ils sont à l'origine du théâtre, qui est un rite avant d'être un spectacle. Cependant, à l'inverse de Daniélou, les auteurs plus récents ne voient pas dans ces concordances « un shivaïsme primitif, religion de la Nature et de l'Eros », mais davantage un héritage indo-européen.

Ainsi, Pierre Lévêque constate également des similitudes entre les deux divinités, mais il rappelle : 
« Dionysos et Shiva représentent deux formes bien spécifiées d'un même archétype, remontant sans doute au début du Néolithique, quand les communautés humaines se sont organisées en agglomérations villageoises et que ville et territoire se sont donc séparés. »
— Pierre Lévêque, Dionysos dans l'Inde.
Bernard Sergent confirme que Shiva et Dionysos représentent un héritage religieux indo-européen car d'autres figures divines chez les Germains, les Baltes, les Anatoliens, les Thraces, les Phrygiens, les Celtes se rattachent à ces divinités.

## Fonctions et attributs
Le symbolisme de Shiva est d'une grande complexité du fait des nombreux courants qui l'ont vénéré au cours des siècles. Shiva est le dieu de la destruction, de l'illusion et de l'ignorance. Il représente la destruction, mais celle-ci a pour but la création d'un monde nouveau : Shiva transforme et conduit la manifestation à travers le « courant des formes ». L'emblème de Shiva est le lingam (représentation phallique), symbole de la création. Il a les yeux mi-clos, car il les ouvre lors de la création du monde et les ferme pour mettre fin à l'univers et amorcer un nouveau cycle.
Il est représenté avec un troisième œil (jñāna-cakṣus) au milieu du front, symbole d'éternité et de sagesse, et avec un cobra autour du cou, symbole de puissance. Il porte un trident (trishula) et tient un tambour à boules fouettantes (damaru). Il est assis sur une peau de tigre, symbole de l'énergie potentielle. Shiva représente en effet la source créatrice en sommeil. Sur sa chevelure, dans laquelle se trouve un croissant de Lune, symbole du cycle du temps, se déverse le Gange, fleuve sacré de l'hindouisme, afin de protéger la Terre du choc induit par sa chute. Sa monture est le taureau Nandi, qui fait lui-même l'objet d'un culte.
Shiva est représenté sous différentes formes (l'ascète, le yogi, le mendiant, etc.) et possède, d'après les textes, 1 008 noms distincts (Shambhu, Shankara, Pashupati, etc.). L'une de ses manifestations les plus célèbres est Shiva Nataraja, la danse cosmique qui rythme la destruction et la création du monde.
Shiva est uni à Shakti, L'énergie matricielle. Elle-même a plusieurs noms suivant la fonction qu'elle occupe (Parvati, Durga, Kâlî). Il a deux fils avec Parvati : Ganesha et Skanda. Le premier a la particularité d'avoir été conçu par Parvati seule, Shiva l'ayant seulement ramené à la vie en le dotant d'une tête d'éléphant sur l'injonction de Parvati, après que, furieux que celui-ci ait osé lui interdire l'entrée de son propre domicile, il l'a décapité. Quant au second, il est le fruit de la volonté des dieux que Shiva fasse naître un fils décisif. La famille vit au sommet du mont Kailash dans l'Himalaya.

## Représentation oumûrti
Parmi les attributs de Shiva, on trouve :
- son chignon ─ jata-mukuta (jaṭāmukuṭa) ─ le siège du Gange, et de son pouvoir d'ascète ;

- le trident, appelé Trishula (« trois pointes ») en sanskrit, qui symbolise la trinité ;

- le croissant de lune accroché à sa chevelure ;
- le troisième œil ou jnana chakshus, entrouvert, qui perçoit au-delà de la réalité matérielle[20] ;
- le cobra Kundalinî (kuṇḍalinī), l'énergie primordiale divine, comme collier. En sanskrit, Kundalini signifie « celle qui est entourée sur elle-même », d'où le symbole du serpent. Elle représente le principe féminin divin, Shiva étant le principe masculin ;
- une peau de tigre symbolisant sa maîtrise de la Nature.

Comme ascète, mais aussi comme seigneur des lieux de crémation, il se couvre le corps de cendre. Shiva protège la terre de la force de Gangâ, la déesse du Gange (Gangā) ; il calme l'ardeur de ses flots en les filtrant dans les boucles de ses cheveux. Il possède un trident, symbole qui concentre, pour ses adorateurs, les pouvoirs de la Trimūrti, c'est-à-dire création, perpétuation et destruction.
D'après la légende, Shiva et Vishnou se rendirent dans une forêt pour combattre 10 000 hérétiques. Furieux, ceux-ci envoyèrent pour attaquer Shiva un tigre, un serpent et un nain noir et féroce armé d'une massue. Shiva tua le tigre ─ il est traditionnellement assis sur une peau de tigre, car maître de la nature Pashupati ─, apprivoisa le serpent qu'il mit autour de son cou en guise de collier (symbole de la maîtrise des passions), posa son pied sur le nain et réalisa une danse développant une telle puissance que le nain (voir illustration) et les hérétiques reconnurent en lui leur seigneur.
Shiva est parfois représenté mêlé avec sa Shakti formant un être hermaphrodite, Ardhanarishvara.

## Le symbole du lingam

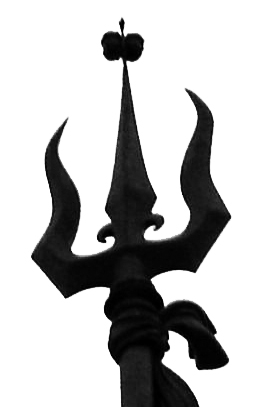
Le trident de Shiva.

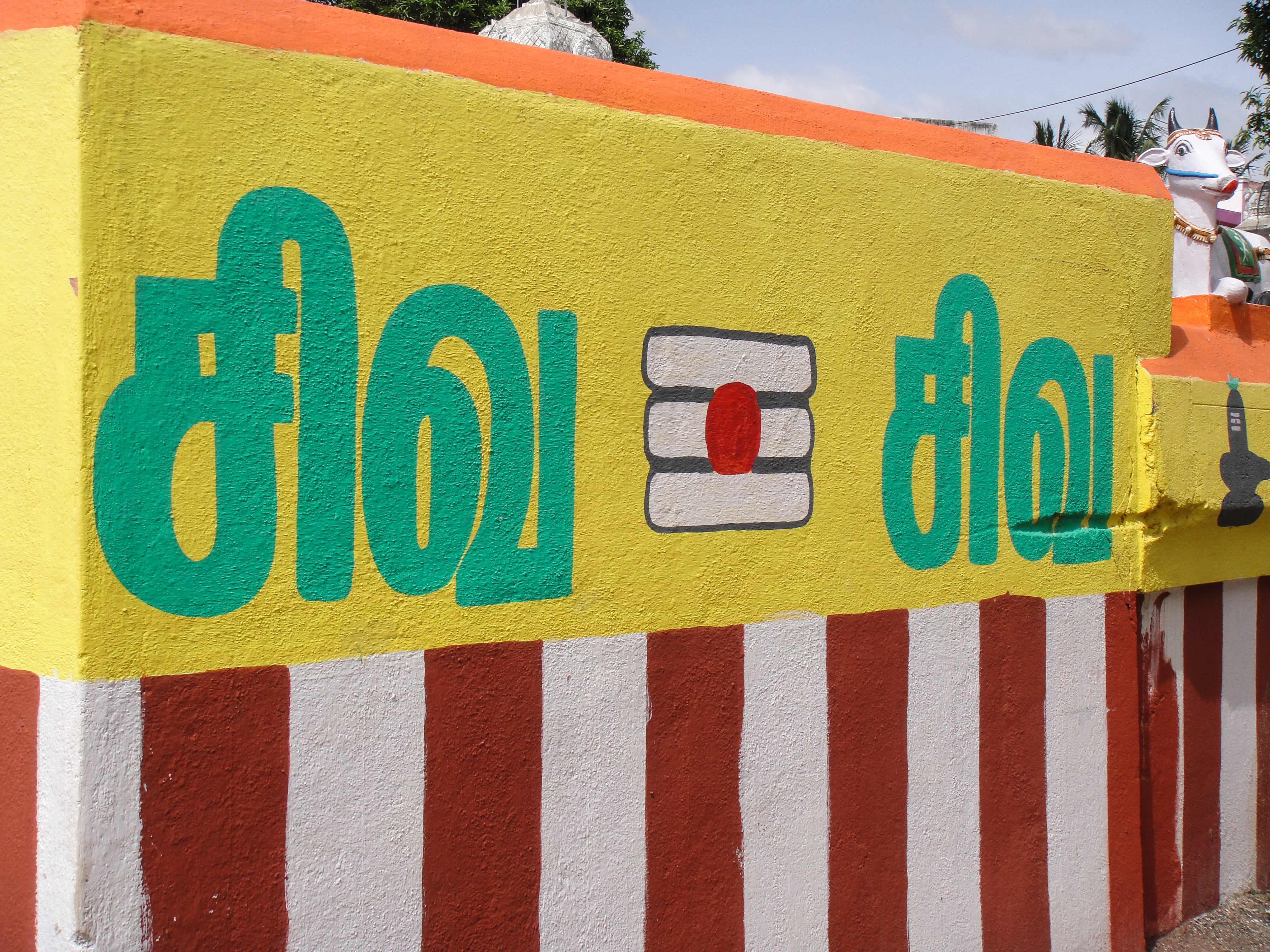
Shiva en Tamoul, représenté deux fois séparées par un symbole shivaïte. Sur un mur à Tiruvannamalai.

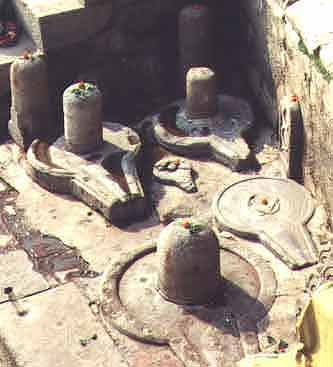
Lingams et yonis sur les ghâts à Varanasi.

Shiva est habituellement représenté par un phallus, emblème du Feu divin dans le monde indo-européen. Ce phallus stylisé, appelé shiva lingam (ou linga), symbole de création associé au yoni, une dalle de pierre représentant l'organe féminin, la matrice du monde. Par l'union du linga et du yoni, l'Absolu qui se déploie dans le monde prouve qu'il surmonte l'antagonisme mâle-femelle ou spirituel-matériel.
Le linga représente également le cosmos, mais aussi le pouvoir de connaître, la conscience comme axe de la réalité. Non plus orienté vers la finalité naturelle de force de vie et d'incarnation, le phallus dressé vers le ciel représente le rassemblement des énergies du yogi sur le plan sensible et leur conversion vers un niveau subtil.
Dans le shivaïsme brahmanique, les caractères phalliques fondamentaux du linga se retrouvent toujours nettement, tant dans les légendes expliquant l'origine de ce culte que dans les qualités corporelles occasionnellement attribuées au dieu. C'est ainsi que Shiva, ayant trouvé toutes les créatures créées (par Brahma ?), s'irrita, arracha son organe génital et le cacha dans la terre pour se vouer à une vie ascétique.
À l'origine, raconte pour sa part le Linga Purana, lorsque l'univers était envahi par les eaux, Vishnou et Brahmâ se disputaient, affirmant chacun qu'il était le plus grand des dieux. Mais tout à coup, surgit une immense colonne de feu entre les eaux. Elle était si haute qu'elle semblait sans fin. Les deux dieux décidèrent de s'affronter en mesurant la hauteur de la colonne : Vishnou se transforma en sanglier et plongea au fond des eaux tandis que Brahmâ prit la forme d'une oie pour voler aussi haut que possible. Mais ni l'un, ni l'autre ne purent atteindre l'extrémité de la colonne incandescente. Shiva, apparaissant alors, expliqua qu'il s'agissait du lingam, symbole de son pouvoir mais aussi Shiva lui-même. Les dieux reconnurent alors la suprématie de Shiva, qui leur adressa un discours censé instituer les principales règles de son culte (Nuit Sainte de Shiva, processions, instaurations de statues, etc.)
Une autre légende raconte que Shiva apparut nu devant un groupe d'ascètes qui méditaient dans la forêt sans comprendre sa vraie grandeur. Pour les punir, Shiva décida de séduire leurs femmes. Pour se venger, les ascètes émasculèrent Shiva en invoquant un tigre, mais à l'instant où son lingam tombe à terre, l'univers fut plongé dans les ténèbres. Les yogi, enfin conscients de leur erreur, prièrent Shiva de restaurer la lumière dans le monde. Celui-ci accepta, à condition que les ascètes l'adorent sous la forme du lingam.
Ainsi, le lingam est une représentation religieuse tout à fait commune en Inde, sans que le caractère sexuel soit minimisé ou occulté. Pierres, galets ou fourmilières constituent les lieux d'érection de lingams « spontanés ». Les lingams svayambhû (« automanifestés ») sont les plus sacrés, à l'image de celui d'Amarnath, une formation de glace naturelle.
Le lingam est souvent oint de lait de buffle ou de lait de coco et de ghee (beurre clarifié) ou entouré de fruits, de sucreries, de feuilles et de fleurs.

## Shiva Nataraja

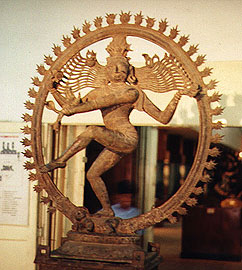
Shiva Nataraja (Natarāja), musée de Chennai.
Il ne faut pas oublier que la danse est, pour un hindou, le plus beau moyen de plaire à son dieu. En plus des fleurs et offrandes, il honore la divinité en figurant devant elle la part la plus noble et la plus créative de son être : « Adorer Dieu en dansant accomplit toute inspiration et la voie de la délivrance s'ouvre à celui qui danse », dit un texte ancien.

Une forme particulière de représentation de Shiva est Naṭarāja (le danseur cosmique, seigneur de la danse, de naṭa, danse et rāja, roi). Il est le plus souvent inscrit dans un cercle de flammes (prabhāmaṇḍala) qui représente la succession des cycles cosmiques. Dans cette forme, il possède quatre bras tels que la main supérieure droite porte un tambour (ḍamaru) symbolisant la pulsion rythmique de l'univers, la main inférieure droite fait le geste de protection (abhaya-mudrā), la main supérieure gauche tient la flamme qui symbolise la destruction,, l'inférieure gauche montre sa jambe levée qui représente « l'espoir de libération ».
Le pied droit prend un appui fort en écrasant le démon de l'ignorance ou des passions, le pied gauche est levé en une posture de danse. Sa tête est encadrée par les flots du Gange dont son chignon a calmé l'impétuosité et qui coule maintenant sans danger dans le monde.
Shiva dansant représente l'âme universelle et éternelle irradiant toute l'énergie (shakti), notamment par le symbole du feu destructeur et créateur. Cette danse continue engendre la succession des jours et des nuits, le cycle des saisons et celui de la naissance et de la mort. À terme, son énergie provoquera la destruction de l'univers, puis le fera renaître. Cette danse de création du monde symbolise le processus éternel.
Shiva Nataraja est une forme typique originaire du Sud de l'Inde, c'est la divinité tutélaire du temple de Chidambaram où sont sculptées dans la pierre les postures du Bharata Natyam, la danse classique sacrée de l'Inde méridionale. Il est, sous cette forme, vénéré par les artistes scéniques (musiciens, danseurs, comédiens) indiens, les yogis et « les gens de bien ».

## Les épithètes de Shiva

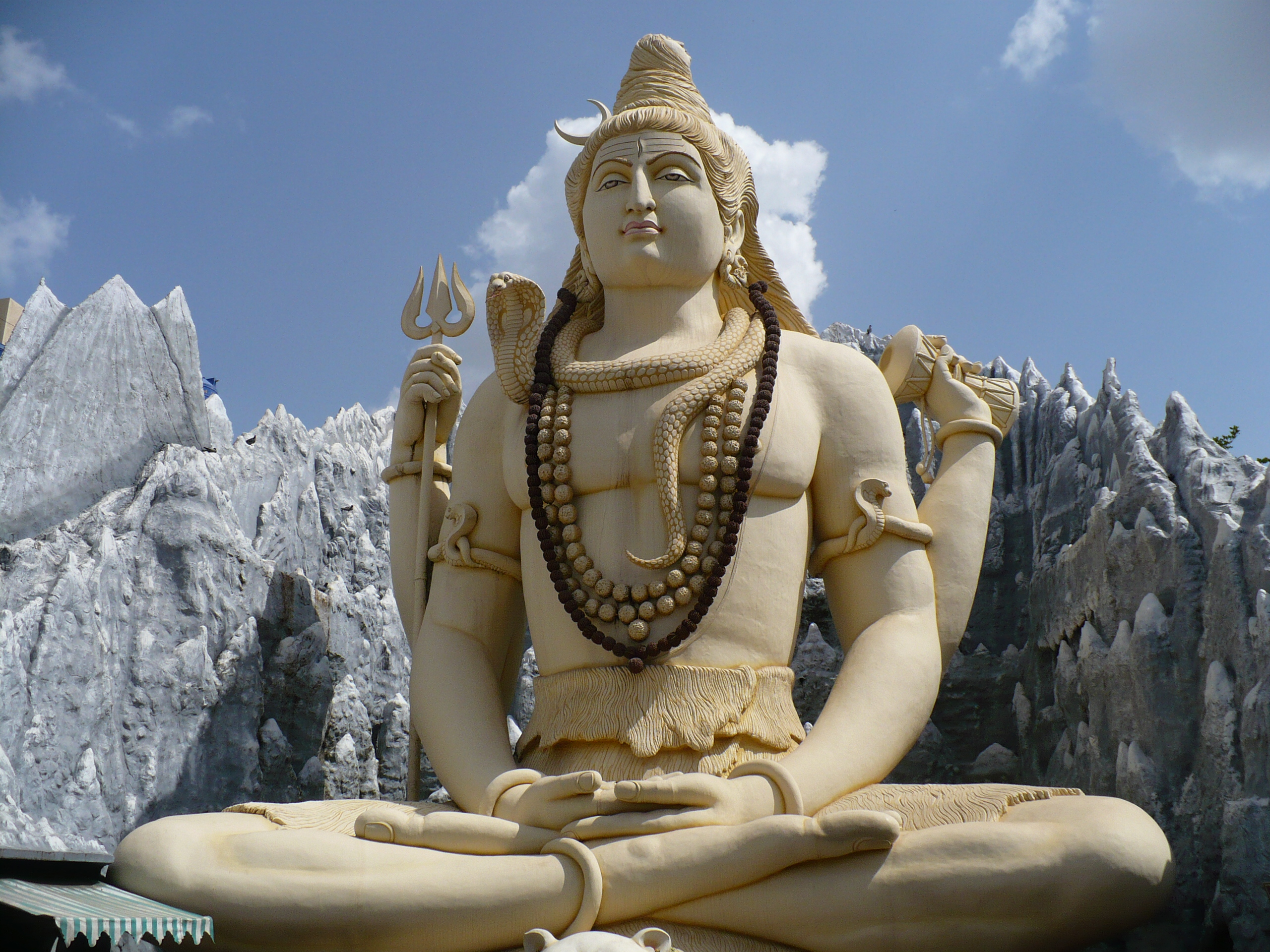
Statue de Shiva à Bangalore.

Shiva porte de nombreuses épiclèses :
- Ardhanarishvara (IAST Ardhanārīśvara) : le seigneur androgyne
- Bhagavata : le Bienheureux
- Bhairava : le Terrible
- Chandrashkhara (IAST Candraśekhara) : la lune dans les cheveux
- Dakshinamurti (IAST Dakṣiṇāmūrti)
- Gangadhara (IAST Gangādhara) : porteur du Gange
- Girisha (IAST Giriśa) : le seigneur de la montagne
- Hara: le destructeur
- Ishana (IAST īśāna) : Seigneur
- Kâla : le noir
- Kapâlamâlin : porteur de crânes
- Mahakala (IAST Mahākāla) : le grand noir
- Mahâyogi : grand yogi
- Mahesha : grand seigneur
- Maheshvara (IAST Maheśvara) : le favorable
- Natarâja (IAST : Naṭarāja) : roi de la danse
- Nîlakantha : au cou bleu
- Pashupati (IAST Paśupati) : Maître des créatures
- Rudra : le Hurleur (le Redoutable)
- Shambhu (IAST Śambhu) : le Bienveillant
- Shankara (IAST Śaṅkara): l'Auspicieux
- Tryambaka : aux trois yeux
- Tribhuvaneshvara (IAST Tribhuvaneśvara) : le Maître des trois mondes (le Ciel, la Terre et les espaces intermédiaires)
- Vishvanatha (IAST Viśvanātha) : le seigneur de Tout
- Yogarâja : roi du yoga
- etc.

## Rapports entre Vishnou et Shiva
Depuis le début de l'ère chrétienne au moins, sinon plus tôt, la plupart des hindous lettrés sont des adorateurs, soit de Vishnou, soit de Shiva — c'est-à-dire qu'ils considèrent soit Vishnou ou Shiva, comme le premier des dieux, voire comme dieu unique identifié au brahman indifférencié, tous les autres ne représentant à leurs yeux qu'une expression secondaire de la divinité.
Ainsi, les fidèles de Vishnou ne nient pas l'existence de Shiva, mais le placent sur un plan annexe, le considérant comme une création ou une émanation de Vishnou ou de son démiurge Brahmâ. D'une façon similaire, les shivaïtes voient en Vishnou une émanation du grand dieu Shiva. De nombreux mythes, dans les purāṇa śivaites ou viṣṇuites, illustrent la suprématie d'un dieu sur l'autre.
Ainsi la « lingodbhavamūrti », illustrée abondamment sur les temples, surtout en Inde du Sud, raconte comment, alors que Vishnou et Brahmâ se disputaient la suprématie divine, Shiva apparut sous la forme d'un lingam de feu infini. Pour se mettre au défi, Brahmā décida d'en trouver le sommet sous la forme d'un hamsa (oie sauvage, véhicule de ce dieu) et Vishnou décida d'en trouver la base en prenant la forme d'un sanglier fouisseur. Tous deux échouèrent dans cette tâche et se prosternèrent devant le lingam de feu, reconnaissant sa suprématie. Shiva se révéla alors en sortant du lingam et leur expliqua que tous deux étaient nés de lui-même.
Si ces différences de point de vue ont à l'occasion été la cause d'affrontements, dans l'ensemble, ces deux branches de l'hindouisme sont parvenues à préserver entre elles une harmonie.
D'ailleurs, les textes contribuent à l'inclusion réciproque des deux dieux l'un par rapport à l'autre et soulignent leur solidarité étroite :
- « Le cœur de Vishnou est Shiva ; le cœur de Shiva est Vishnou » (Skanda Upanishad)
- « Vishnou est la flèche de Shiva ; Shiva est la flûte de Vishnou » (Krishna Upanishad)

Dans l'iconographie, ce syncrétisme est illustré par la forme de Harihara, mi-Vishnou mi-Shiva.

## Jeux vidéo
- Dans plusieurs jeux vidéo de la série Final Fantasy, Shiva est une chimère utilisant la magie de glace pouvant être invoqué contre les ennemis, mais est cependant représenté comme un personnage féminin. L'origine du nom ne vient cependant pas du dieu Shiva, mais vient en fait du mot anglais shiver qui veut dire « frisson » ou « frissonner », car il s'agit d'une invocation contrôlant la glace[26]. Elle est souvent couplée avec Ifrit.
- Dans le jeu uncharted : the lost legacy, dont l'histoire principale est de retrouver la défense de Ganesh (fils de Shiva), Shiva fait l'objet de plusieurs apparitions.[réf. nécessaire]
- Des statues de Shiva apparaissent dans le jeu Tomb Raider 3 : Les Aventures de Lara Croft.[réf. nécessaire] Dans la première partie du jeu, Lara voyage en Inde et se rend dans un temple dédié à Shiva. Elle doit se battre contre les différentes statues qu'elle croise, statues possédant six sabres et étant de forme féminine.
- Dans le jeu Shin Megami Tensei : Imagine, Shiva est un boss puissant invoqué dans le TMG Building de Shinjuku, grâce à l'objet Yantra of Destruction. Il est accompagné de Nandi, Parvati et Ganesh. Shiva apparaîtra également dans d'autres jeux de la série après celui-ci.[réf. nécessaire]
- Sheeva est un personnage féminin de la série des Mortal Kombat, visuellement inspiré de la divinité.[réf. nécessaire]
- Dans l'une des missions de Far Cry 4, le joueur doit désamorcer une bombe pour éviter l'explosion d'une statue inspirée de Shiva.[réf. nécessaire]
- Dans le jeu Dragon Quest Monsters - Joker, une sentinelle porte le nom de Shivattak et possède plusieurs bras qui tiennent plusieurs armes.[réf. nécessaire]
- Dans le MOBA Smite, Shiva est un personnage jouable de la classe des Guerriers.[réf. nécessaire]
- On peut aussi suivre l'histoire du jeu Uncharted The Lost Legacy où 2 femmes tentent de retrouver la défense de Ganesh fils de Shiva[pas clair].

## Astronomie
- (1170) Shiva, astéroïde nommé en son nom.